# Tu n'es pas sérieuse
Pour plus de détails, voir Fiche technique et Distribution.
Tu n'es pas sérieuse (Valeria ragazza poco seria) est une comédie italienne réalisée par Guido Malatesta et sortie en 1958.

## Synopsis
Mario Renzetti et Nando Moriconi sont deux jeunes hommes de la banlieue de Rome à la tête de deux groupes rivaux. Chacun profite de toutes les occasions favorables pour renforcer son prestige et affirmer sa supériorité. Alors que les fiançailles de Sandro avec Valeria sont célébrées, Mario, pour contrarier son rival, se laisse entraîner dans une plaisanterie assez insolente : il met un pétard dans le gâteau servi aux invités, ruinant ainsi le mariage prévu. Valeria, quant à elle, trouve du travail dans une blanchisserie où Mario est également employé : entre les deux, c'est une succession de rancunes, de coups bas et de réconciliations ; à ce jeu, ils finissent par tomber amoureux l'un de l'autre et décident de se marier. Lors de la fête de fiançailles, les rôles sont inversés entre Mario et Nando : cette fois, c'est Nando qui joue un vilain tour à son rival en enlevant sa fiancée. La situation est devenue si tendue que les deux hommes décident de la résoudre par un défi, à savoir un combat de boxe : le vainqueur aura l'amour de Valeria. Le duel connaît des moments dramatiques, et la victoire revient finalement à Nando. Se rendant cependant compte que Valeria est amoureuse de Mario, il l'accepte, bien qu'il ait gagné, permettant ainsi à la jeune fille de rejoindre le jeune homme qu'elle aime.

## Fiche technique
- Titre français : Tu n'es pas sérieuse[1]
- Titre original italien : Valeria ragazza poco seria[2]
- Réalisateur : Guido Malatesta
- Scénario : Guido Malatesta, Angelo De Giglio
- Photographie : Arturo Gallea
- Montage : Antonietta Zita (it)
- Musique : Carlo Rustichelli
- Décors : Ivo Battelli (it)
- Production : Piero Ghione (de)
- Société de production : Faro Film, Vic Film
- Pays de production :  Italie
- Langue originale : italien
- Format : Noir et blanc - Son mono
- Durée : 84 minutes
- Genre : comédie
- Dates de sortie :
  - Italie : 29 août 1958
  - France : août 1959

## Distribution
- Maurizio Arena : Mario Renzetti
- Gabriella Pallotta : Valeria
- Raffaele Pisu : Nando Moriconi
- Rosalina Neri : Rosalina
- Nino Marchetti : Policier
- Yvette Masson :
- Luigi Pavese :
- Lola Braccini :
- Alberto Sorrentino :
- Arturo Bragaglia :
- Guido Celano :
- Enzo Garinei :
- Jackie Jones :
- Nada Cortese :
- Raffaella Carrà (sous le nom de « Raffaella Pelloni ») :
- Pina Gallini :
- Liana Del Balzo :
- Franca Badeschi :
- Claudio Biava :
- Margaret Fisher :
- Mario De Simone :
- Rossella D'Aquino :
- Ida Masetti :
- Nazzareno D'Aquilio :
- Tino Scotti : Clemente